# Gramophone
Gramophone (переводится как «Граммофон») — английский ежемесячный журнал о классической музыке.
Основан в 1923 году писателем Комптоном Маккензи и Кристофером Стоуном (впоследствии известным радиоведущим). Считается одним из наиболее влиятельных изданий этого рода в мире, встречая в то же время постоянные критические замечания (например, со стороны известного критика Нормана Лебрехта) по поводу тесных связей с крупными звукозаписывающими корпорациями (прежде всего, EMI).
Журнал присуждает ежегодную премию в области звукозаписи Gramophone Award.